# Flughafen Qaraghandy Sary-Arka

i8
i11
i13
Der Sary-Arka International Airport (kasachisch Сарыарқа Әуежайы, russisch Аэропорт Сары-Арка, IATA-Code: KGF, ICAO-Code: UAKK),  früher Karaganda, ist ein Flughafen, der die Hauptstadt des Gebietes Qaraghandy, die gleichnamige kasachische Stadt Qaraghandy bedient.

## Geschichte
Der Flughafen wurde 1934 erbaut und zehn Jahre später an seine jetzige Position verlegt. 1980 wurde der gesamte Flughafen einer Sanierung unterzogen. Das Terminal wurde durch einen Neubau ersetzt und die Start- und Landebahn wurde modernisiert. 
Im Jahr 1992 bekam er den Status eines internationalen Flughafens und 1997 wurde er zu einer unabhängigen Aktiengesellschaft.